# 埃尔穆波利
埃尔穆波利（希臘語：Ερμούπολη）是希腊南愛琴大區锡罗斯专区锡罗斯-埃尔穆波利市镇的市区及同名城镇。市区面积为11.2平方公里，2011年人口数量为13,737人，而同名城镇（社区）的人口数量则为11,407人。该镇是锡罗斯岛的首府及首要港口，锡罗斯-埃尔穆波利市镇的行政中心，及南爱琴大区的首府，也是基克拉泽斯群岛传统上的中心城镇。
埃尔穆波利位于基克拉泽斯群岛中部锡罗斯岛东海岸，以其重要的造船厂及港口而闻名。该城建于19世纪20年代，名称取自希腊神话中的商业之神——赫尔墨斯。它曾经是希腊的工业、航运和文化中心，而现在则是风景如画的度假胜地。爱琴大学的产品与系统设计工程部位于此地。
埃尔穆波利全年都有渡轮往返于比雷埃夫斯（每日）以及基克拉泽斯群岛的所有其他地区、佐泽卡尼索斯群岛、希俄斯和米蒂利尼。

## 圖片

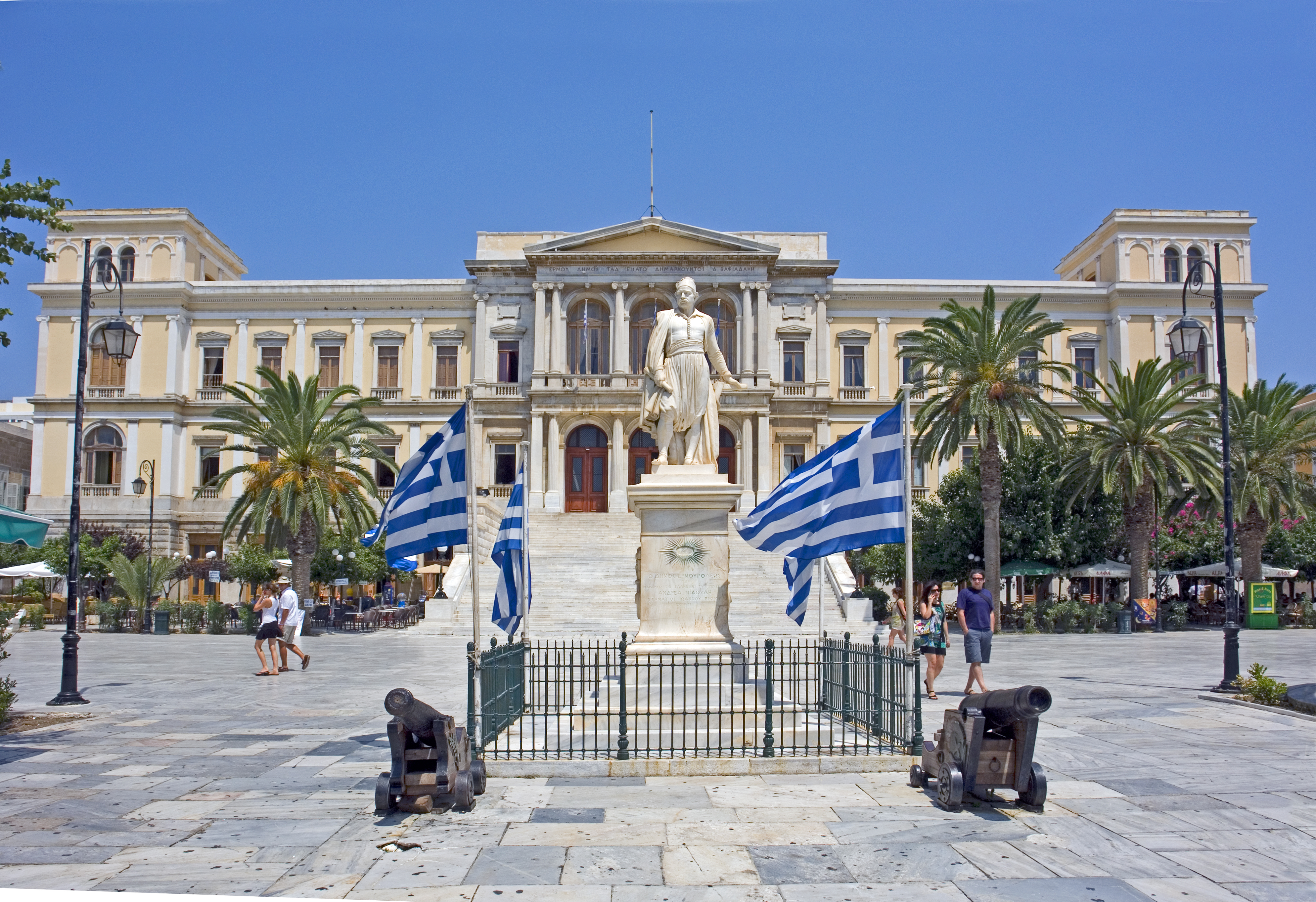
市政厅
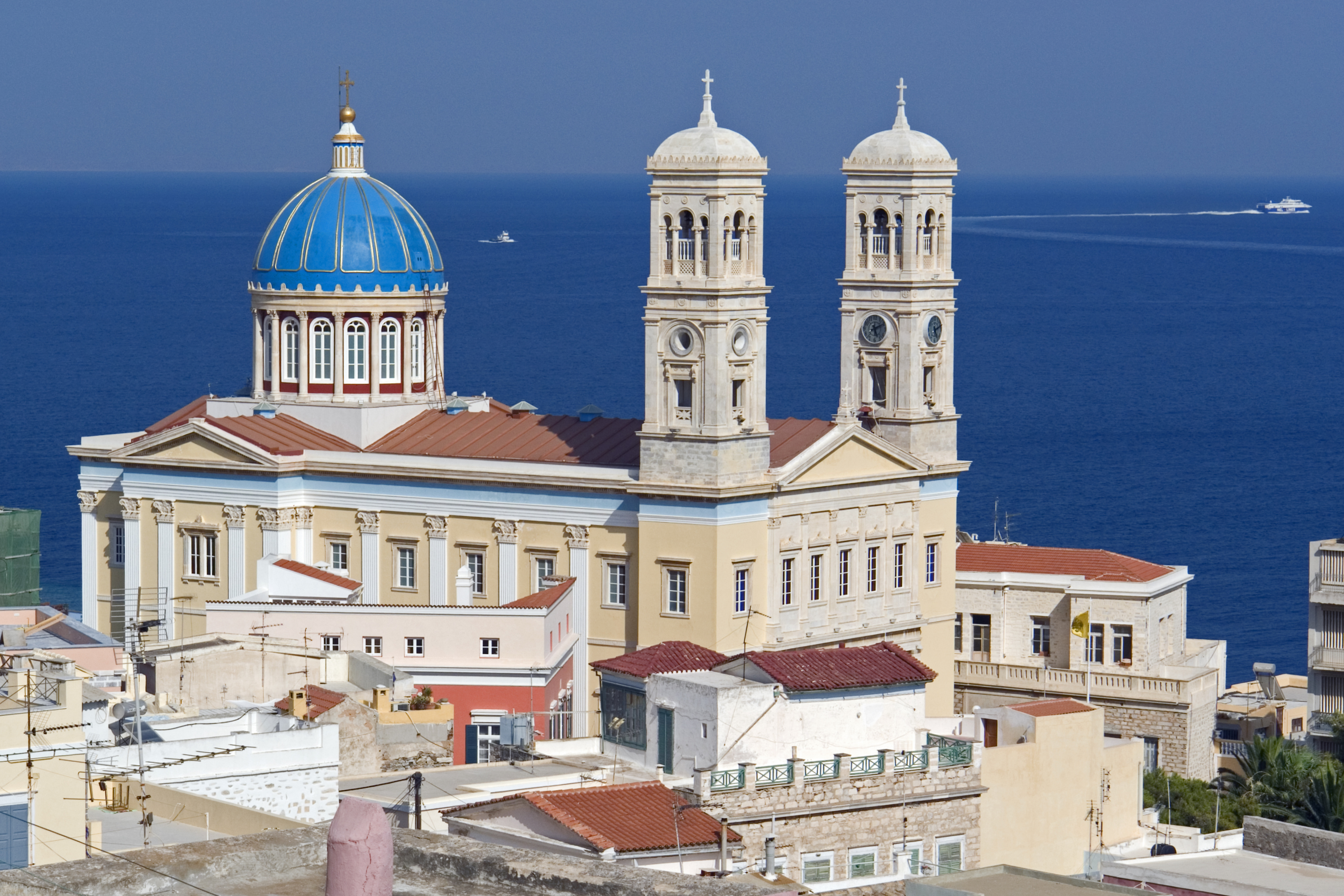
圣尼古拉大教堂
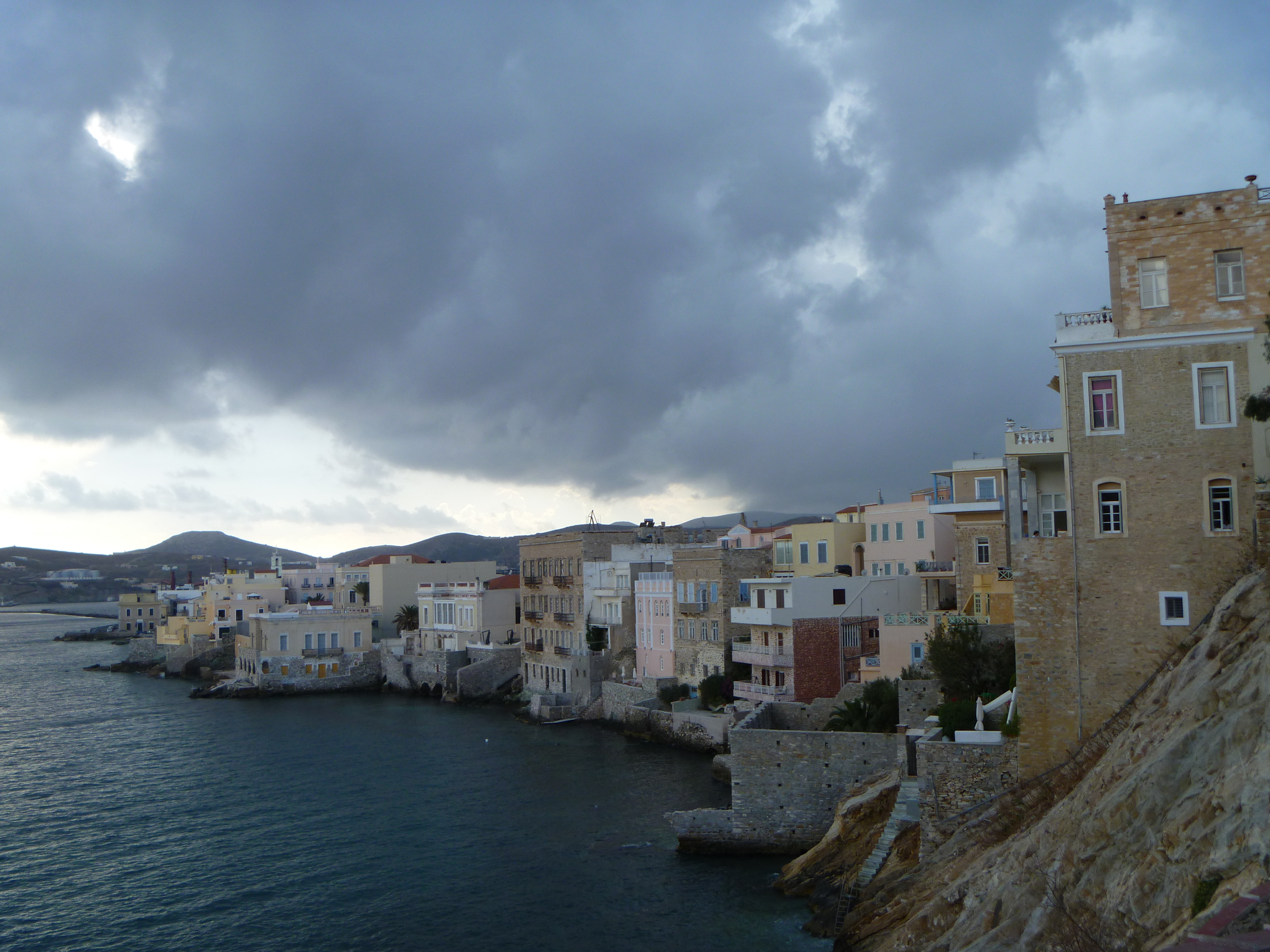
瓦波里亚地区